# Gaucha fulvipes
Espèce
Synonymes
- Metacleobis fulvipes Roewer, 1934

Gaucha fulvipes est une espèce de solifuges de la famille des Mummuciidae.

## Distribution
Cette espèce est endémique du Mato Grosso au Brésil,. Elle se rencontre vers Cuiabá.
Sa présence est incertaine au Goiás et à Brasilia.

## Description
Le mâle décrit par Botero-Trujillo, Ott et Carvalho en 2017 mesure 9,71 mm.

## Publication originale
- Roewer, 1934 : Solifuga, Palpigrada. Dr. H.G. Bronn's Klassen und Ordnungen des Thier-Reichs, wissenschaftlich dargestellt in Wort und Bild. Akademische Verlagsgesellschaft M. B. H., Leipzig. Fünfter Band: Arthropoda; IV. Abeitlung: Arachnoidea und kleinere ihnen nahegestellte Arthropodengruppen, vol. 4, p. 1-723 (texte intégral).